# Gemeindeangehörigkeit
Gemeindeangehörigkeit ist ein juristischer Fachbegriff aus dem 19. und dem beginnenden 20. Jahrhundert in den damaligen Gemeindeordnungen in Deutschland; z. T. ist die Gemeindeangehörigkeit auch in eigenen Gesetzen geregelt. Sie bestand im Wesentlichen in dem Recht, an den öffentlichen Gemeindeanstalten teilzunehmen, und in der Pflicht, die Gemeindelasten mit zu tragen; sie betraf die (damals nicht erlaubte) Niederlassungsfreiheit in den früheren Bürgergemeinden (im Gegensatz zur heutigen Einwohnergemeinde). Die Gemeindeangehörigkeit berechtigte, sich in der Gemeinde niederzulassen, sich zu verheiraten, Gewerbe zu treiben, Grundstücke zu erwerben, Anteil an dem Allmendevermögen zu haben. Ferner im Falle der Hilfebedürftigkeit, auch im Falle längerer Abwesenheit von der Gemeinde, Unterstützung von ihr in Anspruch zu nehmen; auf der anderen Seite verpflichtete sie zum Gehorsam gegenüber den Satzungen der Gemeinde und zur Mittragung der öffentlichen Lasten der Gemeinde.

## Geschichte der Gemeindeangehörigkeit und des Gemeinde-Bürgerrechts
Seit dem Beginn der Neuzeit (ca. 1500) hatte sich der Unterschied zwischen den Gemeindeangehörigen (Einsassen, Heimatberechtigten) und Gemeindebürgern einerseits und den Schutzverwandten andererseits ausgebildet. Die heute noch in der Schweiz bestehende rechtliche Konstruktion sowohl einer Bürgergemeinde als genossenschaftliche Korporation und einer politischen Gemeinde als Einwohnergemeinde deckt sich im Wesentlichen mit der in Deutschland bis zum Ersten Weltkrieg bestehenden Rechtslage, wenn auch diese nach und nach durch eine Reihe gesetzlicher Regelungen (insbes. Freizügigkeit, Gewerbefreiheit) allmählich hin zur Einwohnergemeinde verändert wurde.
Bereits nach der Französischen Revolution 1789 wurde zunächst in Baden und den linksrheinischen Gebieten (Pfalz (Bayern), Rheinprovinz) die Unterscheidung allmählich aufgegeben, Rechte und Pflichten entstanden unmittelbar kraft Gesetzes durch den Erwerb und Verlust des Wohnsitzes eines Staatsangehörigen in der Gemeinde ohne besondere Aufnahmehandlungen (= Grundsatz der Einwohnergemeinde). Diese Neuerung wurde im Laufe des 19. Jahrhunderts von den deutschen Staaten mehr und mehr übernommen. Die Niederlassungsfreiheit galt im Wesentlichen in Folge des Freizügigkeitsgesetz vom 1. November 1867 im Norddeutschen Bund. Z. T. bestand noch formell eine Aufnahme, diese durfte jedoch einem Deutschen nur unter genau bestimmten Voraussetzungen verweigert werden, z. B. wegen Erwerbsunfähigkeit.

## Erwerb und Verlust der Gemeindeangehörigkeit
Die Gemeindeangehörigkeit wurde entweder erworben durch die eheliche Geburt von bzw. im Falle der Heirat mit einem Gemeindeangehörigen oder durch Aufnahme (eines Ortsfremden); sie ging verloren durch freiwillige Aufgabe oder durch Ausschluss (wegen Verbrechen usw.). Dagegen war das Bürgerrecht, das – auf der Gemeindeangehörigkeit aufbauend – insbesondere zur Ausübung von politischen Rechten (Wahlrechte) und zur Bekleidung von Ämtern berechtigte, an die Erfüllung bestimmter weiterer Voraussetzungen (Lebensalter, männliches Geschlecht, Besitz eines den Unterhalt der Familie sichernden Vermögens oder Nahrungszweiges usw.) gebunden.

## Schutzverwandte (Permissionisten)
Neben den Gemeindeangehörigen standen diejenigen, die sich in der Gemeinde niedergelassen hatten als sog. Schutzverwandte (früher auch Permissionisten genannt), welche nicht die Rechte hatten, wie sie die Gemeindeangehörigen und Gemeindebürger besaßen, insbesondere nicht das Recht ein Gewerbe zu betreiben.

## Das Bürgerrecht

### Erwerb und Verlust des Bürgerrechts
Das Bürgerrecht (Ortsbürgerrecht, Gemeinderecht) war das Recht, in Gemeindeangelegenheiten abzustimmen, zu wählen und gewählt zu werden und am Gemeindevermögen teilzunehmen; viele Gemeindegesetze knüpften das Bürgerrecht an die Aufnahme durch die Gemeindebehörde und die Aufnahmeberechtigung an gewisse Bedingungen, z. B. Heimatrecht oder zweijährigen Wohnsitz in der Gemeinde, verbunden mit Steuerzahlung. In manchen Ländern durfte die Gemeinde für die Verleihung des Bürgerrechts auch eine Abgabe erheben, so in Sachsen, Kurhessen (auch noch nach der Eingliederung in den preußischen Staat bis ins 20. Jahrhundert), einigen thüringischen Staaten und im rechtsrheinischen Bayern. Für die Teilnahme an dem Bürgernutzen (Allmende) musste meist noch ein besonderes Einzugsgeld bezahlt werden.

### Besondere Rechtsverhältnisse in Baden, der Pfalz und Rheinpreußen
In Preußen, Baden und in der bayerischen Pfalz bestand das Prinzip der Einwohnergemeinde (wie heute in allen deutschen Ländern), wonach unter den gesetzlichen Voraussetzungen das Gemeindebürgerrecht bereits durch die Niederlassung und den Aufenthalt im Gemeindegebiet erworben wurde ohne besondere und ausdrückliche Aufnahme in den Gemeindeverband.
Nur die Staatsangehörigkeit war in allen deutschen Staaten Voraussetzung des Erwerbs des Bürgerrechts, entweder kraft Gesetzes (allgemein) oder durch besonderen Aufnahmeakt (durch Einzelmaßnahme).